# 7607 Billmerline
7607 Billmerline è un asteroide della fascia principale. Scoperto nel 1995, presenta un'orbita caratterizzata da un semiasse maggiore pari a 2,7811966 UA e da un'eccentricità di 0,0843789, inclinata di 4,46850° rispetto all'eclittica.